# 영간
애신각라 영간(愛新覺羅 永幹, 아이신줴뤄 융간, 1660년 12월 23일 ~ 1667년 12월 2일)은 중국 청나라 제3대 황제 순치제(順治帝)의 서자이고 청나라 제4대 황제 강희제(康熙帝)의 이복 동생이다.

## 생애
생후 2개월 때 부황 순치제의 상(喪)을 치렀고 그 또한 7세로 훙서하였다.